# Erdei szuharbújó
Az erdei szuharbújó (Cisticola anonymus) a madarak osztályának verébalakúak (Passeriformes) rendjébe azon belül pedig a szuharbújófélék családjába tartozó faj.

## Rendszerezése
A fajt Johann Wilhelm von Müller német kutató és ornitológus írta le 1855-ben, a Drymoeca nembe Drymoeca anonyma néven.

## Előfordulása
Afrika középső részén, Angola, Egyenlítői-Guinea, Gabon, Kamerun, a Kongói Demokratikus Köztársaság, a  Kongói Köztársaság, a Közép-afrikai Köztársaság, Nigéria és Sierra Leone területen honos. 
Természetes élőhelyei a szubtrópusi vagy trópusi síkvidéki és hegyi esőerdők, nedves gyepek és szavannák, lápok és mocsarak környékén, valamint ültetvények és másodlagos erdők. Állandó, nem vonuló faj.

## Megjelenése
Testhossza 15 centiméter, testtömege 11-19 gramm.

## Természetvédelmi helyzete
Az elterjedési területe rendkívül nagy, egyedszáma pedig stabil. A Természetvédelmi Világszövetség Vörös listáján nem fenyegetett fajként szerepel.